# Википедија на галицијском језику
Википедија на галицијском језику (гал. Galipedia) је верзија Википедије на галицијском језику, слободне енциклопедије, која данас има 221.657 51.000 чланака и заузима 41. место на листи Википедија.